# Phantom in the Twilight
Phantom in the Twilight(팬텀 인 더 트라일라잇)은 라이덴 필름이 제작한 일본의 애니메이션 작품이다.

## 줄거리
런던을 배경으로, 유학생인 바일 톤이 밤마다 한 밤중에 영업을 하고 있는 「카페 포비든」에 헤메는 곳에서 이야기는 시작된다.